# Vaux-lès-Rubigny
Vaux-lès-Rubigny är en kommun i departementet Ardennes i regionen Grand Est (tidigare regionen Champagne-Ardenne) i nordöstra Frankrike. Kommunen ligger  i kantonen Chaumont-Porcien som ligger i arrondissementet Rethel. År 2022 hade Vaux-lès-Rubigny 44 invånare.

## Befolkningsutveckling
Antalet invånare i kommunen Vaux-lès-Rubigny
Referens: INSEE